# Аркадий (Остальский)
Епи́скоп Арка́дий (в миру Аркадий Иосифович Остальский; 25 апреля (7 мая) 1889, село Скаковка, Житомирский уезд, Волынская губерния — 29 декабря 1937, Бутовский полигон, Московская область) — епископ Русской православной церкви, епископ Бежецкий, викарий Калининской епархии.
Причислен к лику святых Русской православной церкви в 2000 году. Память 16 декабря, в Соборах новомучеников и исповедников Церкви Русской, Бутовских новомучеников, новомучеников и исповедников Соловецких, а также Соборах Волынских и Санкт-Петербургских святых.

## Биография
Родился в селе Скаковке (ныне Бердичевский район, Житомирская область) в небогатой семье священника Иосифа Венедиктовича Остальского и его супруги Софии Павловны. Был крещён 16 мая того же года в Иоанно-Богословской церкви села Скаковка родным дедом по матери, священником села Янковцы Павлом Стефано́вичем. Детство провёл вначале в Скаковке, а затем в Житомире. С юности мечтал стать монахом, но родители настояли на его женитьбе.
В 1910 году окончил Волынскую духовную семинарию, по окончании которой был определён учителем церковно-приходской школы села Великая Цвиля Новоград-Волынского уезда Волынской губернии. С 1910 года — помощник Волынского епархиального миссионера. Занимался миссионерской деятельностью среди сектантов.
14 сентября 1911 года по ходатайству епархиального миссионера архимандрита Митрофана (Абрамова) был рукоположён в священный сан к собору города Староконстантинова с назначением помощником уездного миссионера.
С 1914 года — миссионер в Галиции.
С 1915 года — военный священник в 408-м Кузнецком пехотном полку.
С 1917 года служил в Житомире: в храме Преподобного Серафима Саровского при гарнизонном военном госпитале, а затем в Николаевской церкви.
Много проповедовал, за свои проповеди получил от современников прозвание Златоустого. Во время гражданской войны организовал при своём приходском храме Свято-Николаевское братство, которое оказывало помощь нуждающимся и больным, хоронило умерших, не имевших близких и родственников. Всё свои имущество раздавал нуждающимся. Близкие, зная, что он нуждается и не имеет средств, сшили ему шубу, которую он отдал бедной вдове, у которой было двое больных туберкулёзом детей. Вместе с членами братства предпринимал долгие пешие паломничества к православным святыням, в частности, в Киев.

### Первый арест и тюремное заключение
В 1922 году огласил в храме послание патриарха Тихона против изъятия церковных ценностей, имевших богослужебное назначение. Был арестован вместе со своим отцом, который вскоре умер в тюрьме. Был приговорён к расстрелу, но по просьбам верующих приговор был заменён на пять лет лишения свободы. Рассказывают, что после вынесения смертного приговора сказал: «Благодарю Бога за всё. Для меня смерть — приобретение». Срок заключения отбывал в Житомирской тюрьме.
Досрочно освобождён в 1924 году. К этому времени его супруга вторично вышла замуж, так что вскоре состоялся и церковный развод.
В апреле 1924 года пострижен в монашество по благословению патриарха Тихона и возведён в сан архимандрита. Продолжил священническое служение в Житомире, продолжал много проповедовать.

### Епископ
С 15 сентября 1926 года — епископ Лубенский, викарий Полтавской епархии. В октябре 1926 был арестован и выслан в Харьков.
Из ссылки бежал. Тайно вернулся в город Лубны, провёл пасхальное богослужение, под угрозой нового ареста скрылся. Жил в Новом Афоне на Кавказе среди монахов. Понимая, что он находится в розыске и в любой момент может быть убит, носил под подкладкой сапога свою фотографию, чтобы в случае смерти люди могли узнать о его участи. Даже в таких обстоятельствах поддерживал переписку с духовенством Полтавской епархии, одно из таких писем было без его ведома распространено как послание к лубенской пастве. Критично отнёсся к «Декларации» митрополита Сергия (Страгородского), однако оставался в его юрисдикции.
В 1928 году тяжело заболел и переехал в Киев, где жил на нелегальном положении.
В мае 1928 году приехал в Москву и 9 мая явился в ОГПУ для объяснений. Был арестован, обвинён в издании послания к пастве, носившего «антисоветский» характер (в частности, предлагал взять пример с мучеников, которые «умирали за свободу Церкви, за её священные предания и даже за книги и сосуды»). Отказался назвать фамилию священника, которому это письмо было в действительности адресовано. 23 июля 1928 году приговорён Коллегией ОГПУ к пяти годам заключения.

### Заключение на Соловках
Срок заключения отбывал в Соловецком лагере особого назначения — работал сторожем, находился на общих (самых тяжёлых) работах. В одной из его лагерных характеристик было сказано: «Лагерному распорядку не подчиняется… группировал вокруг себя служителей культа, ведя среди них агитацию против обновленческого направления… Требует строгой изоляции и неуклонного наблюдения». Пользовался авторитетом среди духовенства, находившегося в лагере. В заключении проводил богослужения, в тяжелейших условиях продолжал проповедовать. Говорил, что «нужно благодарить Бога, что Он у нас не отнял ещё возможность совершать моление здесь, как ранее в катакомбах».

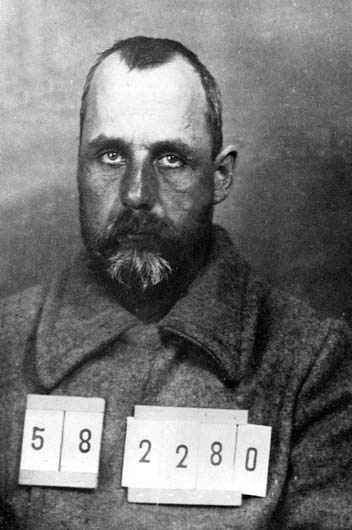
Епископ Аркадий в НКВД. 1931 год.

В 1931 году был арестован в лагере по обвинению в «контрреволюционной агитации, нелегальных собраниях антисоветской организации под видом религиозных бесед». Один из свидетелей по его делу показал, что епископ Аркадий «среди заключённых пользовался особой популярностью, и каждое его слово считали почти за святое». Приговорён Тройкой ОГПУ к пяти годам заключения, после приговора епископа в качестве наказания перевели на некоторое время на Секирную Гору — аналог внутренней тюрьмы с самым суровым режимом.

### Недолгое пребывание на свободе
В январе 1937 года, после отбытия срока заключения, был освобождён, тайно посетил Киев и Житомир, встречался с духовными детьми. В феврале 1937 года епископ Аркадий прибыл в Москву, но в Москве ему жить было запрещено. Митрополитом Сергием был назначен епископом Бежецким, викарием Калининской епархии, но власти не разрешили ему выехать к месту назначения.
Несколько месяцев жил в селе Селищи у протоиерея Михаила Дмитрова, племянники которого находились в ссылке на Соловках.
В мае 1937 года епископ Аркадий ездил в патриархию к митрополиту Сергию и хлопотал о награждении протоиерея Михаила митрой. Митрополит Сергий удовлетворил просьбу епископа, и владыка сам привёз в Селищи митру и возложил её на голову протоиерея Михаила.
Поддерживал дружеские отношения с архиепископом Калужским и Боровским Августином (Беляевым).

### Последний арест и мученическая кончина
В сентябре 1937 года, после ареста архиепископа Августина, пытался покинуть Калугу, но был арестован на вокзале в поезде. Содержался в Калужской тюрьме, затем в Бутырской тюрьме в Москве. Виновным себя не признал, на допросе заявил: «После пятнадцати лет, проведённых в ссылке, на сегодняшний день я остаюсь не согласным с советской властью по вопросу религии и закрытия церквей».
7 декабря Тройка НКВД приговорила епископа к расстрелу. Был расстрелян 29 декабря 1937 года на полигоне НКВД недалеко от посёлка Бутово под Москвой.

## Канонизация
Причислен к лику святых Новомучеников и Исповедников Российских Архиерейским собором Русской православной церкви в августе 2000 года для общецерковного почитания.